# Тедді Свімз
Джейтен Коллін Дімсдейл (англ. Jaten Collin Dimsdale), насамперед відомий під псевдонімом Тедді Свімз (англ. Teddy Swims; нар. 25 вересня 1992, Коніерс, Рокдейл, Джорджія, США), — американський співак і автор пісень, музика якого поєднує жанри R&B, соул, кантрі та поп. Спочатку він залучав шанувальників кавер-версіями пісень на своєму YouTube-каналі протягом 2019 та 2020 років. Його третій мініальбом «Tough Love» (2022) дозволив йому вперше потрапити в чарт Billboard 200.
Свімз став відомим у 2023 році зі своїм синглом «Lose Control», який потрапив до десятки кращих у кількох країнах і очолив Billboard Hot 100 у 2024 році. Цьому синглу, який вважається його проривом як артиста, передував випуск його дебютного студійного альбому «I've Tried Everything but Therapy (Part 1)», який потрапив до першої десятки в Австралії та Нідерландах. У 2024 році MTV назвало Свімза своїм «виконавцем лютого».

## Раннє життя
Свімз виріс у Коніерсі, штат Джорджія. Його батько познайомив його з соул-музикою в ранньому віці через таких артистів, як Марвін Ґей, Стіві Вандер і Ел Грін. Сім'я Свімза була любителями футболу; він грав у футбол протягом десяти років, коли під час другого року навчання в середній школі Салема один із його вчителів запропонував йому та кільком його товаришам по команді записатися на гурток музичного театру. Учитель також сказав, що він повинен приєднатися до хору.
Свімз виявив свою пристрасть до виступів завдяки своєму досвіду в театрі в середній школі, де він грав у таких мюзиклах, як «Йосиф та його надзвичайне повнокольорове диво-вбрання» та «Богема», а також у п'єсах Шекспіра. Він почав грати на інструментах, включаючи фортепіано та укулеле, і дивився відео співаків на YouTube, щоб розвинути свою вокальну техніку.

## Кар'єра

### 2019: Початок кар'єри
Свімз розпочав свою музичну кар'єру, приєднуючись до різноманітних гуртів Атланти, включаючи альтернативний рок-гурт «WildHeart» і постхардкор-гурт «Eris», а також кавер-гурти, що виконують соул і хейр-метал. Він також був вокалістом прогресивного рок/R&B/соул гурту «Elefvnts». На початку 2019 року друг Свімза, Едді Максвелл, запросив його почитати реп на кілька зроблених ним бітів, що, врешті, принесло дуету виступ на розігріві в турі по США з Тайлером Картером. Він взяв псевдонім «Swims» з інтернет-форумів, зробивши абревіатуру з англ. «Someone Who Isn’t Me Sometimes» — це був спосіб виступити під псевдонімом за потреби.
У червні Свімз опублікував свій перший кавер на YouTube, — «Rock With You» Майкла Джексона, і продовжував регулярно публікувати кавер-версії пісень різножанрових виконавців, зокрема Льюїса Капалді, Кріса Степлтона, Емі Вайнгауз і H.E.R.. Його кавер-версія пісні Шанаї Твейн «You're Still the One», опублікована в жовтні, стала його відео з найбільшою кількістю переглядів, із 167 мільйонами переглядів станом на січень 2024 року. Його відео швидко набрали мільйони переглядів, а після випуску синглу «Night Off» незалежно в липні, він підписав угоду з лейблом Warner Records у грудні.

### 2020—2021:UnlearningEP
У січні 2020 року Свімз випустив свій дебютний сингл «Picky» в рамках лейблу і того ж місяця вирушив у свій перший тур як хедлайнер. Протягом наступних місяців він випустив кілька кавер-версій, у тому числі «Blinding Lights» у травні, «What's Going On» у червні (гонорар з якої він пожертвував фонду правового захисту та освіти НАСПКН) і «You're Still The One» (який він раніше опублікував на своєму YouTube) у липні. У серпні Свімз випустив свій наступний сингл «Broke», а в жовтні випустив додаткову версію з Томасом Реттом.
У лютому 2021 року Свімз випустив свій сингл «My Bad», який він виконав на «Шоу Келлі Кларксон», і був названий «Артистом, якого потрібно знати» журналом «Rolling Stone». У березні він випустив свій сингл «Till I Change Your Mind», за яким у квітні пішов «Bed On Fire», який він виконав на «Пізньому шоу зі Стівеном Кольбером» і пізніше перевипустив у співпраці з Інгрід Андрес. У травні Свімз випустив свій дебютний семитрековий мініальбом «Unlearning», після якого, того ж літа, відбувся тур на підтримку Zac Brown Band.

### 2021—2022Tough LoveEP
У серпні 2021 року Свімз випустив свій сингл «Simple Things», який він виконав на «Найпізнішому шоу з Джеймсом Корденом» у вересні, та на шоу «Сьогодні» у листопаді.
Після випуску свого синглу «911» у січні 2022 року, Свімз випустив мініальбом «Tough Love» із шістьма треками. Свімз виконав «Love for a Minute» на «Вечорі із Сетом Маєрсом» у січні та «911» на «Шоу Елен Дедженерес» у лютому. На підтримку мініальбому Свімз відправився у тримісячний тур по Європі та Північній Америці, який розпочався в лютому, а потім у травні та червні відбувся тур у Сполучене Королівство та материкову Європу. Свімз співпрацював з Меган Трейнор над піснею «Bad For Me», яка була випущена 24 червня як головний сингл для її альбому «Takin' It Back». Свімз і Трейнор виконали пісню на шоу «Джиммі Кіммел наживо!» у червні та «Найпізнішому шоу з Джеймсом Корденом» у серпні. Свімз також співпрацював над синглами з Мітчеллом Тенпенні, Illenium, MK, Burns, і TELYKAST.
Після випуску короткого відео виступу в травні, Свімз випустив кавер на пісню гурту Journey «Don't Stop Believin'» у серпні. Свімз виконав пісню на шоу «Америка має талант» разом із переможцем 14 сезону Коді Лі та гітаристом-засновником Journey Нілом Шоном. У вересні Swims вирушив у 7-тижневий тур по США.

### 2022–…I've Tried Everything But Therapy (Part 1)EP
Після випуску синглів «Dose», «2 Moods», «Someone Who Loved You» і «Devil in a Dress», 4 листопада 2022 року Свімз випустив свій мініальбом «Sleep Is Exhausting». Він вперше з'явився в Billboard Hot 100 у червні 2023 року з випуском свого синглу «Lose Control». Цей сингл — з його дебютного альбому 2023 року «I've Tried Everything but Therapy (Part 1)».
У 2023 році Свімз співпрацював з Арміном ван Бюреном, Matoma, X Ambassadors, Марен Морріс, Меган Трейнор і Еллі Дуе. У березні Свімз оголосив про свій міжнародний тур «I've Tried Everything But Therapy», який включав концерти у Великій Британії, Ірландії, Австралії, Німеччині, Нідерландах і Новій Зеландії в липні та серпні. Того ж року він виступав на музичних фестивалях «BottleRock», «Bamboozle», «Boston Calling», «TRNSMT» і «Latitude». Тедді також виступав на розігріві для рок-групи Greta Van Fleet у турі на підтримку їхнього нового альбому «Starcatcher».
6 грудня 2023 року Свімз виступив на Авічі-Арена на концерті «Together for a Better Day». Концерт сприяв обізнаності про психічне здоров'я, і його спонсорував Фонд Тіма Берглінга, щоб вшанувати пам'ять покійного шведського ді-джея Avicii. На концерті Свімз виконав свою пісню «Lose Control» і «A Sky Full of Stars» від Coldplay, яку спродюсував Avicii.

## Дискографія

### Студійні альбоми
- I've Tried Everything but Therapy (Part 1) (2023)
- I've Tried Everything but Therapy (Part 2)[en] (2025)

## Тури

### Хедлайнер
- Tough Love World Tour (2022)[35]
- US Fall Tour (2022)[36]
- Summer International Tour (2023)[37]
- I've Tried Everything But Therapy (2023—2024)[38][39]

### На розігріві
- Зак Браун[en] (2021)[15]
- Greta Van Fleet, у турі на підтримку їхнього нового альбому «Starcatcher»[en] (2023)[40]

## Нагороди і номінації
| Рік  | Нагорода               | Категорія                    | Робота                        | Результат |
| ---- | ---------------------- | ---------------------------- | ----------------------------- | --------- |
| 2024 | MTV Video Music Awards | Пісня року                   | «Lose Control»                | Номінація |
| 2024 | MTV Video Music Awards | Найкращий новий виконавець   | Тедді Свімз                   | Номінація |
| 2024 | MTV Video Music Awards | Найкраще виконання року      | Тедді Свімз                   | Номінація |
| 2024 | MTV Video Music Awards | Найкраще альтернативне відео | «Lose Control» (живий виступ) | Номінація |
| 2024 | Kids' Choice Awards    | Улюблений прорив року        | Тедді Свімз                   | Номінація |